# Фагаса
Фагаса (самоан. Fagasā; англ. Fagasā) — село в Американському Самоа, у Східному окрузі. Розташоване в центральній частині північного узбережжя острова Тутуїла. За даними на 2010 рік у ньому проживав 831 мешканець. До села веде дорога 005, яка з'єднує його зі столицею Паго-Паго.